# Xysticus altaicus
Xysticus altaicus là một loài nhện trong họ Thomisidae.
Loài này thuộc chi Xysticus. Xysticus altaicus được Eugène Simon miêu tả năm 1895.